# Allactaga euphratica
Allactaga euphratica — гризун родини Dipodidae і роду Scarturus. Вони відомі як стрибучі гризуни. Вони були знайдені в Пакистані, Афганістані, Ірані, Іраку, Йорданії, Кувейті, Саудівській Аравії, Сирії, а також зустрічаються дуже незначно в південно-східній Туреччині. Природними місцями існування тушканчика є напівпустелі, субтропічні або тропічні сухі низинні луки і спекотні пустелі.

## Характеристики
Цей тушканчик має довжину без хвоста від 77 до 140 мм, довжину хвоста від 144 до 210 мм, вагу від 48 до 92 г. Типовими є великі задні лапи довжиною від 50 до 68 мм. Вид має вуха довжиною від 29 до 52 мм і світло-коричневе хутро з сірими відтінками на голові і спині. На нижній стороні біле хутро. Сіро-коричневий хвіст має приплюснуту чорну китицю з білим кінчиком на кінці. Безпосередньо перед китицею хвіст має біле або оранжево-коричневе кільце. На нижній стороні пальців на нозі є короткі білі і нечисленні чорні волоски, які не утворюють китиці. Вид має білу емаль на передній частині різців. З п'яти пальців на задніх лапах два зовнішніх лише рудиментарні. Зразки на великих висотах зазвичай мають темніше хутро.